# Championnat de Chine de football 2001
Navigation
Saison 2000 Saison 2002
La saison 2001 du Championnat de Chine de football était la 42e édition de la première division chinoise. Les quatorze meilleures équipes du pays sont regroupées au sein d'une poule unique, où tous les clubs s'affrontent en matchs aller et retour. À la fin du championnat, pour permettre l'élargissement du championnat de 14 à 16 clubs, il n'y a pas de relégation et les deux meilleurs clubs de deuxième division sont promus.
C'est le club de Dalian Shide, tenant du titre, qui est à nouveau sacré en terminant en tête du classement final, avec cinq points d'avance sur un duo composé de Shanghai Shenhua et de Liaoning Fushun. C'est le sixième titre de champion de Chine de l'histoire du club, qui réussit même le doublé en s'imposant en finale de la Coupe de Chine face à Beijing Guoan.

## Les clubs participants
| - Shandong Luneng - Shanghai Shenhua - Beijing Guoan - Dalian Shide - Tianjin TEDA - August 1st - Promu de D2 - Yunnan Hongta | - Sichuan Shangwutong (anciennement Sichuan Quanxing) - Shenzhen Ping'an Kejian - Liaoning Fushun - Changsha Ginde - Qingdao Beer - Chongqing Lifan - Shaanxi Guoli - Promu de D2 |

## Compétition
Le barème de points servant à établir les classements se décompose ainsi :
- Victoire : 3 points
- Match nul : 1 point
- Défaite : 0 point

### Classement
| Rang | Équipe                  | Pts | J  | G  | N  | P  | Bp | Bc | Diff |
| ---- | ----------------------- | --- | -- | -- | -- | -- | -- | -- | ---- |
| 1    | Dalian Shide 'T'C       | 53  | 26 | 16 | 5  | 5  | 58 | 31 | +27  |
| 2    | Shanghai Shenhua        | 48  | 26 | 15 | 3  | 8  | 39 | 28 | +11  |
| 3    | Liaoning Fushun         | 48  | 26 | 15 | 3  | 8  | 39 | 32 | +7   |
| 4    | Sichuan Shangwutong     | 47  | 26 | 14 | 5  | 7  | 36 | 29 | +7   |
| 5    | Shenzhen Ping'an Kejian | 46  | 26 | 13 | 7  | 6  | 34 | 18 | +16  |
| 6    | Shandong Luneng         | 45  | 26 | 13 | 6  | 7  | 42 | 32 | +10  |
| 7    | Tianjin TEDA            | 36  | 26 | 10 | 6  | 10 | 38 | 31 | +7   |
| 8    | Beijing Guoan           | 33  | 26 | 9  | 6  | 11 | 30 | 33 | -3   |
| 9    | Shaanxi GuoliP          | 32  | 26 | 8  | 8  | 10 | 31 | 41 | -10  |
| 10   | Yunnan Hongta           | 31  | 26 | 8  | 7  | 11 | 34 | 32 | +2   |
| 11   | Chongqing Lifan         | 31  | 26 | 7  | 10 | 9  | 24 | 27 | -3   |
| 12   | August 1stP             | 25  | 26 | 5  | 10 | 11 | 24 | 36 | -12  |
| 13   | Qingdao Beer            | 22  | 26 | 5  | 7  | 14 | 22 | 35 | -13  |
| 14   | Changsha Ginde          | 7   | 26 | 2  | 1  | 23 | 23 | 69 | -46  |

|  | Qualification pour la Ligue des champions de l'AFC 2003             |
|  | T: Tenant du titre C: Vainqueur de la Coupe de Chine P: promu de D2 |

## Bilan de la saison
| Championnat de Chine de football 2001 |                          |
| Champion                              | Dalian Shide (6e titre)  |
| Coupes et trophées                    |                          |
| Vainqueur de la Coupe de Chine 2001   | Dalian Shide             |
| Qualifications continentales          |                          |
| Ligue des champions de l'AFC 2003     | Dalian Shide             |
| Ligue des champions de l'AFC 2003     | Shanghai Shenhua         |
| Promotions et relégations             |                          |
| Promus en Jia-A League                | Shanghai Zhongyuan Huili |
| Promus en Jia-A League                | Changchun Yatai          |
| Relégués en China League              | Aucun                    |